# فرنسيسكو ليوناردو
فرنسيسكو ليوناردو (بالإسبانية: Francisco Leonardo)‏ (12 أبريل 1996 بمار دل بلاتا في الأرجنتين - ) هو لاعب كرة قدم أرجنتيني في مركز الهجوم.

## وصلات خارجية
- فرنسيسكو ليوناردو على موقع قاعدة بيانات كرة القدم.إي يو (الإنجليزية)
- فرنسيسكو ليوناردو على موقع Soccerway.com (الإنجليزية)